# Куликовка (городской округ Саранск)
Куликовка — село в Мордовии в составе России. 
Входит в городской округ Саранск.  Подчинено администрации Октябрьского района Саранска. Административно относится к рабочем посёлку Луховке.

## География
Находится на расстоянии менее 4 километров по прямой к юго-востоку от города Саранск.

## История
Известно с 1869 года как деревня владельческая из 70 дворов, название связано с фамилией владельцев.

## Население
| 2002 | 2010 |
| ---- | ---- |
| 666  | ↗870 |

Постоянное население составляло 666 человек (русские 76 %) в 2002 году, 870 в 2010 году.